# Aleknagik
Aleknagik – miasto w Stanach Zjednoczonych, w stanie Alaska, w okręgu Dillingham. W miejscowości ma siedzibę prawosławna parafia Zmartwychwstania Pańskiego.